# Megarhethus brevicheliferus
Megarhethus brevicheliferus is een zeespin uit de familie Ammotheidae. De soort behoort tot het geslacht Megarhethus. Megarhethus brevicheliferus werd in 1948 voor het eerst wetenschappelijk beschreven door Hedgpeth. 